# Bansberia
Bansberia (alternativt Bansbaria) är en stad längs Huglifloden i Indien. Den är belägen i distriktet Hugli i delstaten Västbengalen. Staden, Bansberia Municipality, ingår i Calcuttas storstadsområde och hade cirka 100 000 invånare vid folkräkningen 2011.